# Ruziec
Ruziec – rzeka, lewoboczny dopływ Drwęcy o długości 44,46 km i powierzchni dorzecza 292,6 km².
Rzeka uchodzi do Drwęcy w miejscowości Ruziec.